# Parafia św. Katarzyny Aleksandryjskiej w Górze Śląskiej
Parafia św. Katarzyny Aleksandryjskiej w Górze znajduje się w dekanacie Góra wschód w archidiecezji wrocławskiej. Jej proboszczem jest ks. Henryk Wachowiak. Obsługiwana przez kapłana archidiecezjalnego. Erygowana w XIV wieku.